# Lachnanthes caroliniana
Lachnanthes caroliniana (Lam.) Dandy – gatunek rośliny z monotypowego rodzaju Lachnanthes Elliott z rodziny hemodorowatych. Występuje na obszarze wschodniej Ameryki Północnej oraz na Kubie i wyspach Hondurasu. Znajduje zastosowanie jako roślina lecznicza, barwierska, psychoaktywna i ozdobna.

## Zasięg geograficzny
Zasięg gatunku sięga od Nowej Szkocji w Kanadzie, przez wschodnie Stany Zjednoczone (Massachusetts, Rhode Island, Nowy Jork, Connecticut, New Jersey, Delaware, Maryland, Wirginię, Tennessee, Karolinę Północną, Karolinę Południową, Georgię, Florydę, Alabamę, Missisipi i Luizjanę do południowo-wschodnich Karaibów, gdzie występuje na zachodniej Kubie (prowincja Pinar del Río). Według niektórych doniesień roślina występuje też na wyspach departamentu Gracias a Dios w Hondurasie.

## Morfologia

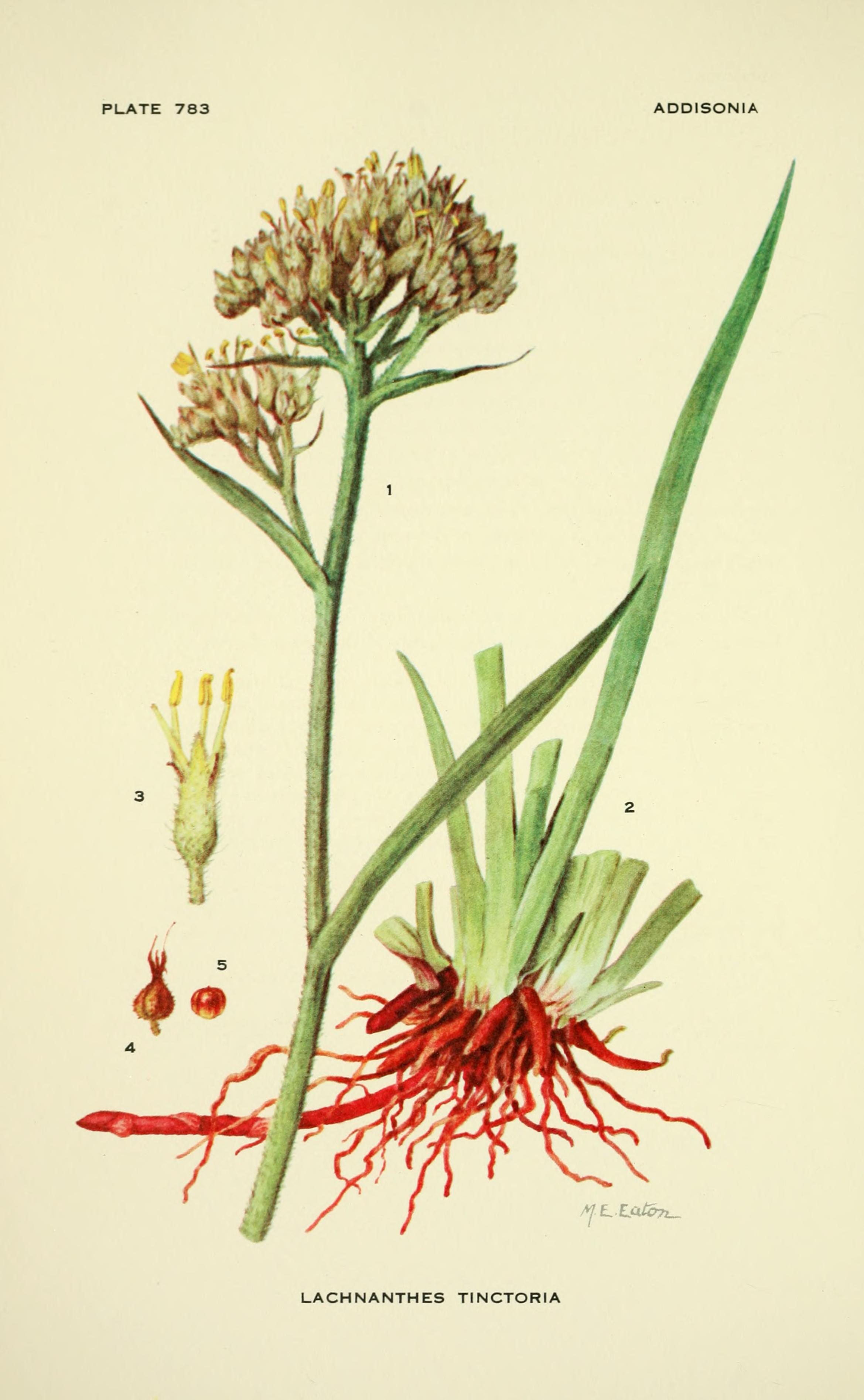
Morfologia rośliny

PokrójWieloletnie rośliny zielne, o wysokości 30–105 cm.
PędyKrótkie, czerwonawe kłącze o średnicy 1 cm, z którego niekiedy wyrastają stolony długości do 17 cm. Każdy węzeł stolonów z błoniastym, brązowawym, jajowatym, zredukowanym liściem. Łodyga wzniesiona, dystalnie kosmato owłosiona, z czerwonym sokiem mlecznym.
KorzenieWiązkowe.
LiścieLiście odziomkowe równowąsko-mieczowate, o długości 15–45 cm (10–60 cm) i szerokości 0,5–2,1 cm (0,2–1,6 cm), nagie. Liście łodygowe zredukowane, przechodzące w górze pędu w podsadki.
KwiatyWyrastają w skrętkach zebranych w najpierw kulisty, a po rozkwitnięciu baldachogroniasty tyrs, długości 2,5–13 cm i średnicy 2–7 cm. Podsadki wydatne, wąsko trójkątne, długości 0,8–2,2(–4,5) cm. Przysadki wąsko trójkątne, długości 0,4–0,7–(1,6) cm. Szypułki długości 2–7 mm. Osie kwiatostanu w górnej jego części, liście przykwiatowe, szypułki, zalążnia oraz zewnętrzne (odosiowe) powierzchnie listków okwiatu gęsto pokryte białymi, wielokomórkowymi, wełniastymi włoskami o długości 1–2 mm. Listki okwiatu wąsko eliptyczno-trójkątne, wewnątrz (doosiowo) nagie i żółtawe, te w zewnętrznym okółku wielkości 4–6 × 0,5–1 mm, wewnętrzne nieco większe, 6–10 × 2–3 mm, trwałe. Trzy pręciki dłuższe od listków okwiatu, o długości 8–10 mm (7–12 mm). Nitki pręcików białawe. Główki pręcików żółte, zakrzywione po pęknięciu. Zalążnia dolna, trójkomorowa, z około sześcioma zalążkami w każdej komorze, ułożonymi wokół brzegu tarczowatego, kątowego łożyska. Szyjka słupka biaława, nieco dłuższa od pręcików, długości 10–13 mm (9–10 mm), trwała, odgięta asymetrycznie w prawą lub lewą stronę.
OwoceBiało owłosione, trójklapowane, kulistawe do elipsoidalnie spłaszczonych torebki o średnicy 5–8 mm. Nasiona dyskowate, tarczowate, żółte do czerwonawobrązowych, średnicy 2,5–3 mm.

## Biologia i ekologia

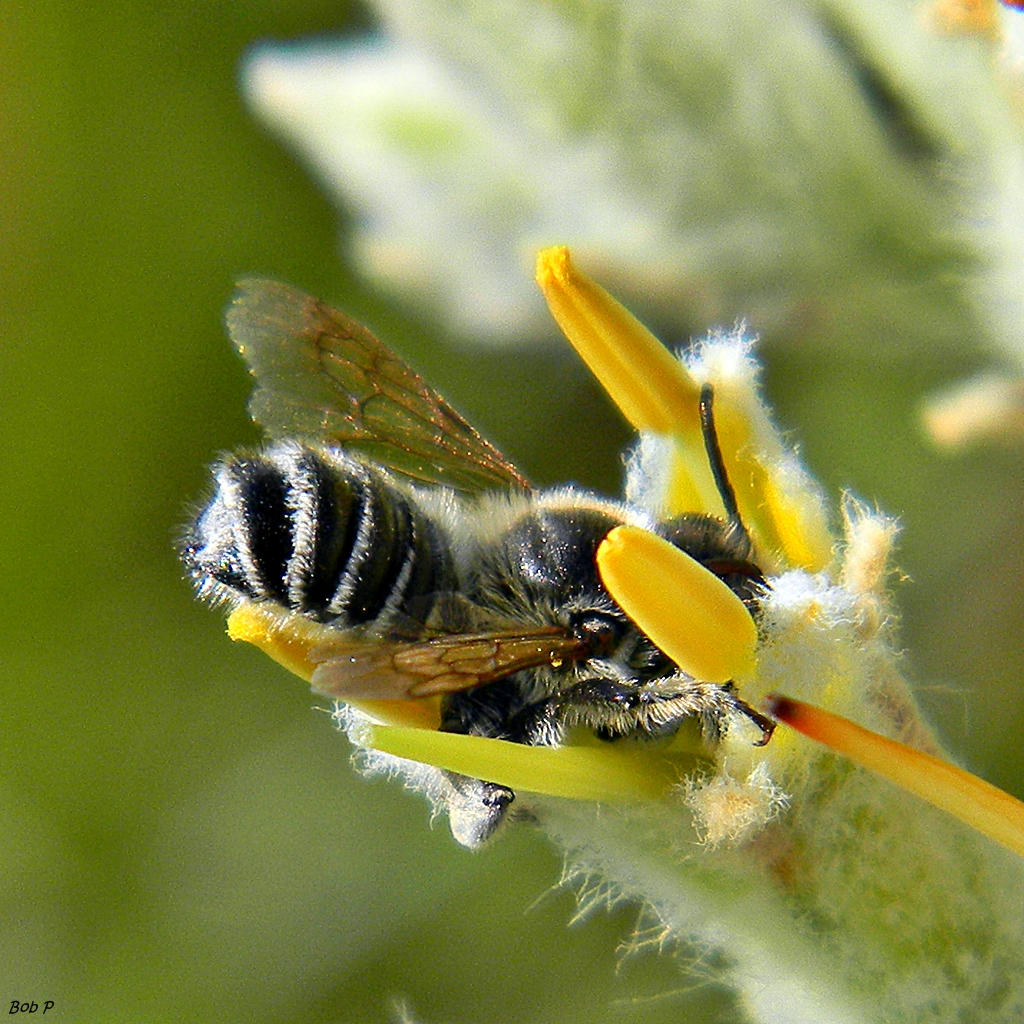
Pszczoła z rodziny miesierkowatych zbierająca nektar z kwiatu Lachnanthes caroliniana

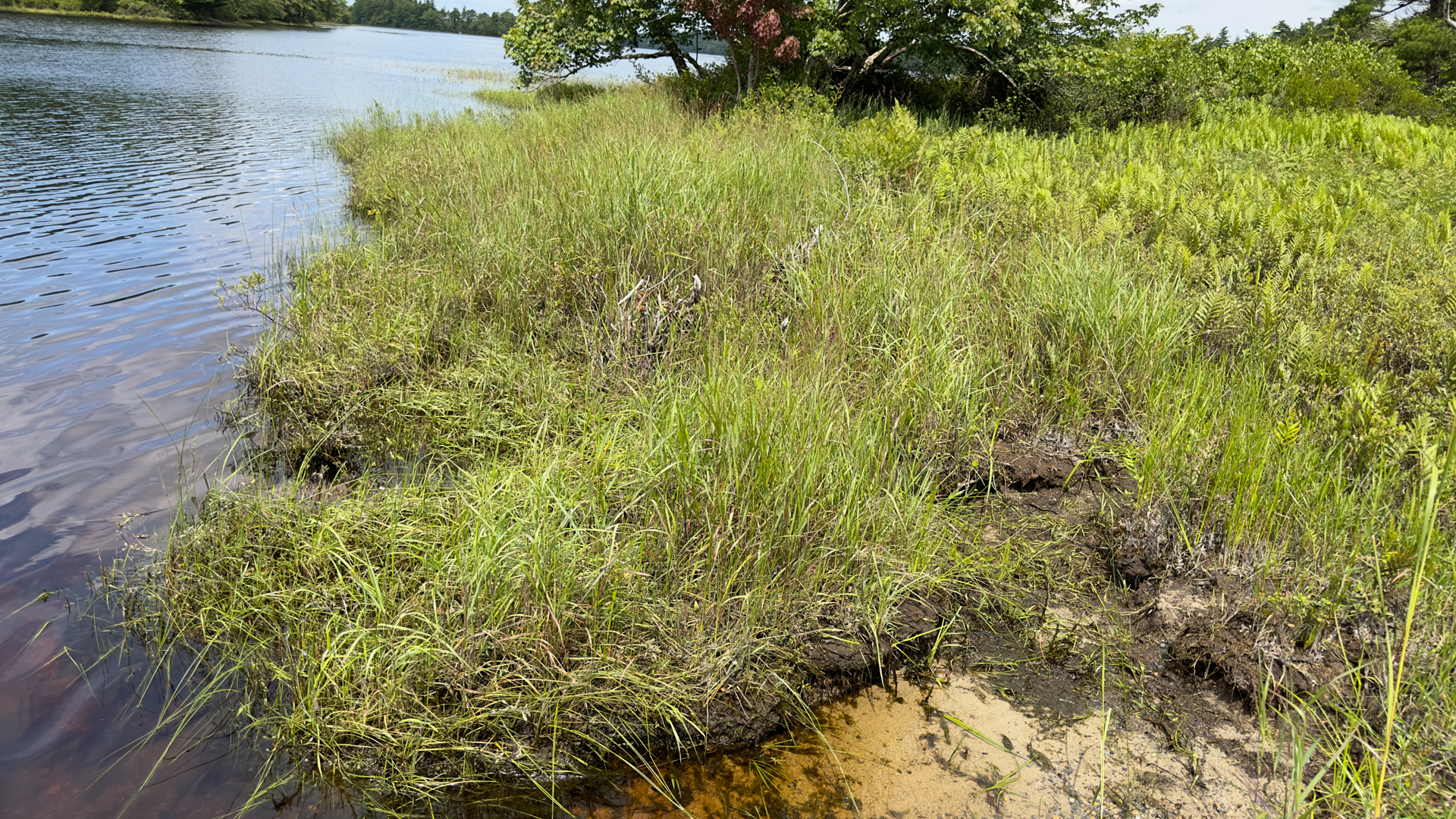
Stanowisko Lachnanthes caroliniana nad Ocheesee Pond na Florydzie

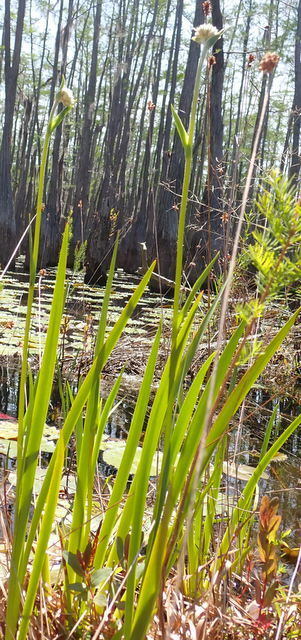
Stanowisko Lachnanthes caroliniana nad Ponhook Lake w Nowej Szkocji

RozwójGeofit bagienny. Kwitnie i owocuje od czerwca do września (w niektórych regionach od kwietnia do listopada). Kwiaty zapylane przez owady; odwiedzają je smuklikowate, miesierkowate, trzmiele, kornutki z gatunku Melissodes communis,  zadrzechnie z gatunków Xylocopa micans i X. virginica,  motyle z gatunków danaid wędrowny i Papilio glaucus, bzygowate z gatunku pluszówka ogrodowa i wciornastki z gatunku Pseudothrips beckhami. Nasiona rozsiewane przez wodę i wiatr.
SiedliskoMokre, kwaśne, często piaszczyste gleby mokradeł, szczególnie torfowisk, rowów, nizinnych obszarów sawann, lasów sosnowych, gajów bagiennych (hammock), okresowo wysychających mokradeł typu pocosin, linii brzegowych jezior, stawów, rzek i strumieni, na wysokości 0–600 m n.p.m. Rosną w wodach przejrzystych lub mętnych, kwaśnych (pH 4,5–7,4, średnio 5,8), miękkich i ubogich w składniki odżywcze. Są odporne na suszę i dominują na terenach narażonych na długotrwałe przesuszenie. Często pojawiają się również w miejscach niedawno wypalonych oraz naruszonych ryciem przez zdziczałe świnie domowe i dziki.
Roślina ta jest uznawana w swoim zasięgu za szeroko rozpowszechniony chwast w uprawach borówek i żurawiny wielkoowocowej oraz pastwisk.
Interakcje międzygatunkoweKwiaty tej rośliny są ważnym źródłem nektaru i pyłku dla wielu owadów. Nasiona są istotnym źródłem pożywienia dla żurawi kanadyjskich. Oprócz nich nasiona lub kłącza stanowią pożywienie dla kaczkowatych, takich jak świstun amerykański, brązówka, krakwa, cyraneczka zwyczajna, ogorzałka mała, krzyżówka, rożeniec zwyczajny, płaskonos zwyczajny i czerniczka. Rośliny zjadane są przez mulaki białoogonowe i bydło domowe. Kłącza i owocostany są źródłem pożywienia dla piżmaczka florydzkiego i zdziczałych świń.
Są roślinami żywicielskimi wodnych ryjkowcowatych z gatunku Neobagoidus carlsoni i ciem z gatunku Erynnis martialis, a także stanowią siedlisko dla modliszki zwyczajnej.
Według podań kłącza tej rośliny powodują u białych ras świni domowej różowienie kości oraz odpadanie kopyt. Ponieważ efekt ten miał być nieobecny u ras czarnych, zdominowały one w XIX wieku trzodę chlewną w Wirginii, gdzie roślina ta występowała powszechnie. Karol Darwin w książce O powstawaniu gatunków opisał to zjawisko w kontekście teorii współczynnych zmian ewolucyjnych.
Cechy fitochemiczneRoślina jest bogatym źródłem czerwonych pigmentów. Głównymi pigmentami są fenylofenalenony, w tym lachnantozyd i hemorocyna. Owocnia i nasiona zawierają lachnantokarpon, a kwiaty lachnantoninę. Innymi związkami obecnymi w tej roślinie są glikozydy (dilatryna, glukozyd lachnantozydu, hemokoryna), kwas chelidonowy i pochodne naftalenu.
GenetykaLiczba chromosomów 2n wynosi 48.

## Systematyka
Pozycja systematycznaRodzaj z monotypowego rodzaju Lachnanthes z podrodziny Haemodoroideae w rodzinie hemodorowatych (Haemodoraceae) w rzędzie komelinowców (Commelinales).
Typ nomenklatorycznyHolotyp gatunku (Lachnanthes tinctoria var. major) znajduje się w zielniku Uniwersytetu w Getyndze.

## Nazewnictwo
Etymologia nazwy naukowejNazwa naukowa rodzaju pochodzi od greckich słów λάχνη (lachne – kosmki) i άνθος (anthos – kwiat). Epitet gatunkowy odnosi się do Karoliny Południowej lub Karoliny Północnej w Stanach Zjednoczonych.
Nazwy zwyczajowe w języku polskimW wydanym w 1848 roku Ukazicielu polskich nazwisk na rodzaje królestwa roślinnego autorstwa Antoniego Wagi ujęta jest polska nazwa rodzaju Lachnanthes: kraśla. Taką samą nazwę podał Józef Rostafiński w wydanym w 1900 roku Słowniku polskich imion rodzajów oraz wyższych skupień roślin oraz Ignacy Rafał Czerwiakowski w wydanej w 1852 roku pracy Opisanie roślin skrytopłciowych lékarskich i przemysłowych, który dodatkowo podał polską nazwę dla gatunku Lachnanthes tinctoria: kraśla barwierska.
W pracach bardziej współczesnych, takich jak Słownik nazw roślin obcego pochodzenia pod redakcją Ludmiły Karpowiczowej z 1973 roku, Słownik polsko-łacińsko-francuski roślin i zwierząt pod redakcją Rajmunda Leperta i Ewy Turyn z 2005 roku oraz Słownik roślin zielnych łacińsko-polski Wiesława Gawrysia z 2008 roku, rodzaj nie został ujęty.
Nazwy zwyczajowe w językach obcychW języku angielskim roślina ta nosi nazwę dye root, paint root, red root (odpowiednio: barwiący, farbiący, czerwony korzeń), co wynika z wykorzystywania kłączy tej rośliny do pozyskiwania barwników.

## Zagrożenie i ochrona

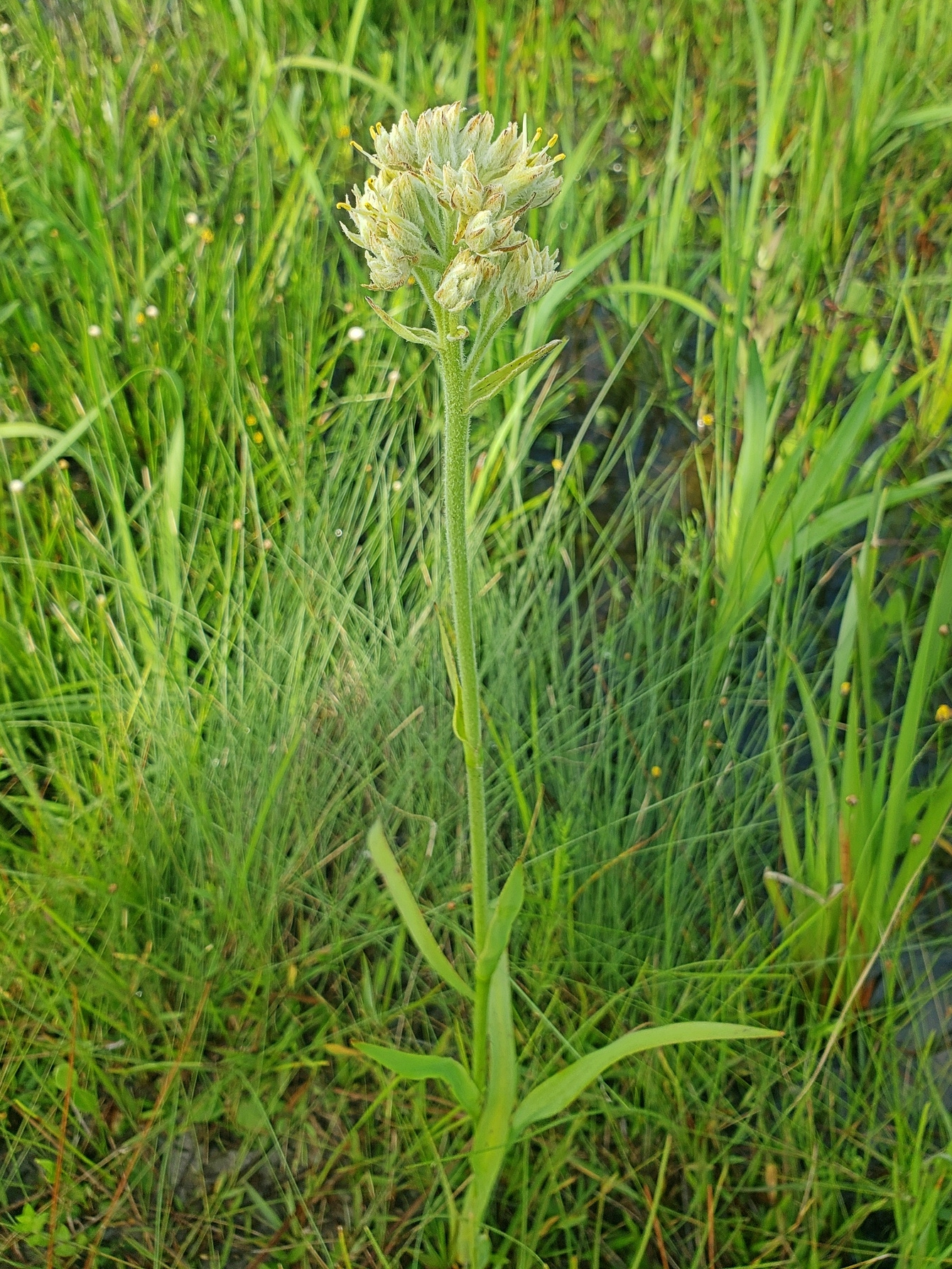
Pokrój Lachnanthes caroliniana

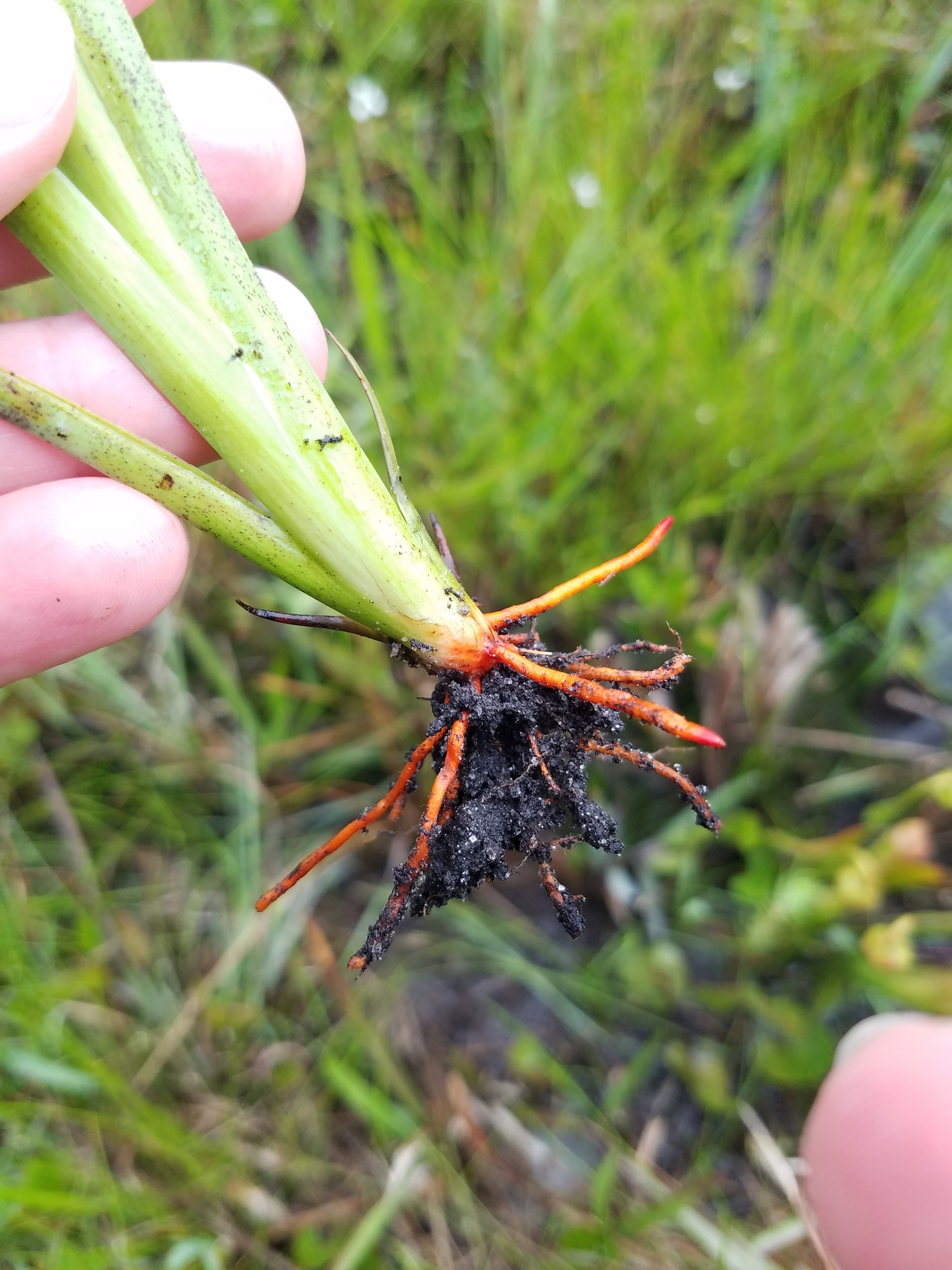
Stolony Lachnanthes caroliniana

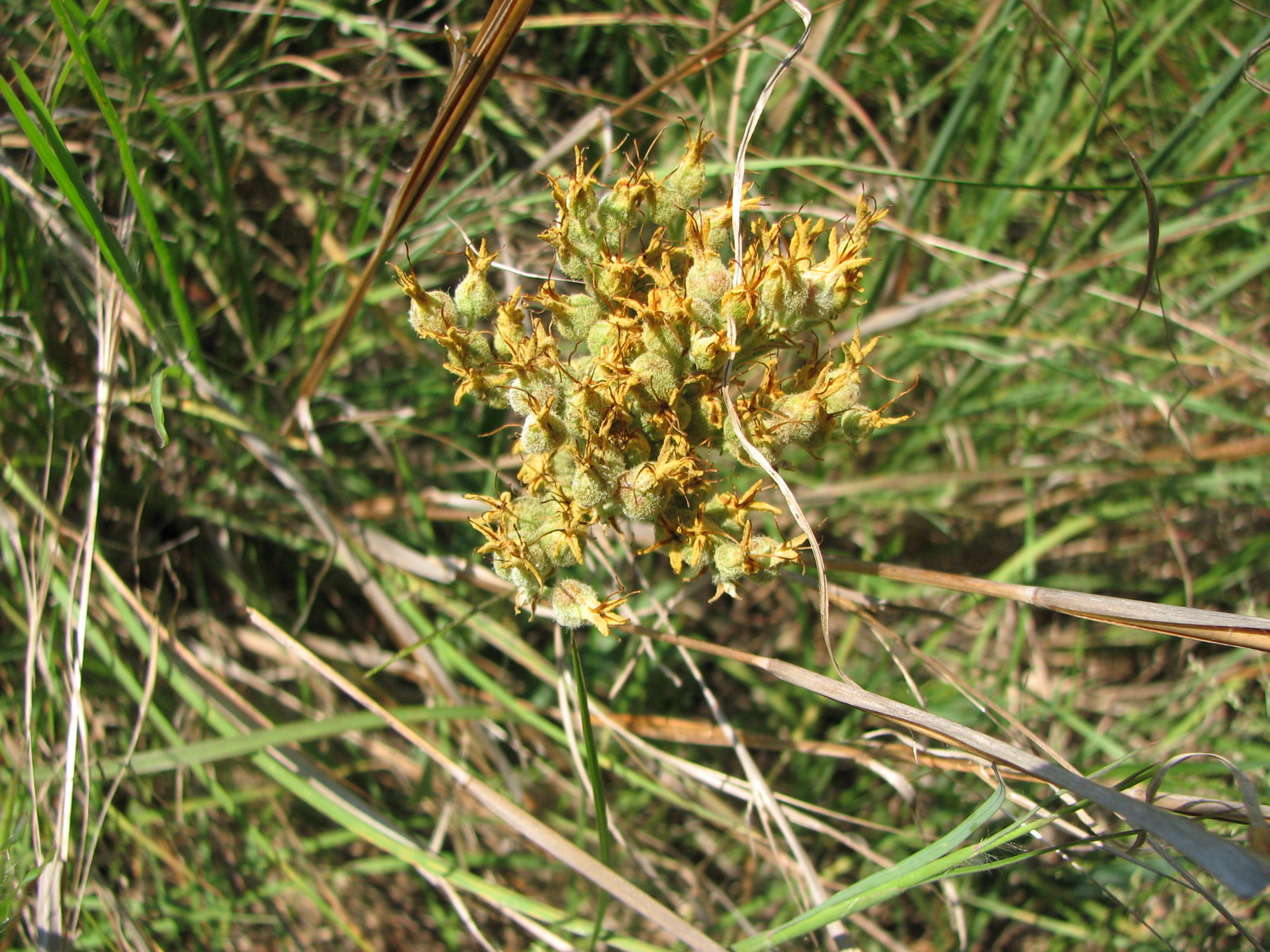
Owocostan Lachnanthes caroliniana

W światowej czerwonej liście publikowanej przez Międzynarodową Unię Ochrony Przyrody gatunek ujęty jest jako najmniejszej troski (LC). Uznano, że – mimo stosunkowo ograniczonego zasięgu gatunku – jest on znacznie większy niż progi dla kategorii gatunków zagrożonych wyginięciem, a prawdopodobieństwo spadku populacji do poziomów bliskich osiągnięcia progu zagrożenia jest niskie.
Gatunek został w 1994 i 2000 roku uznany przez Komitet ds. Statusu Zagrożenia Dzikiej Przyrody w Kanadzie (COSEWIC) za zagrożony wyginięciem. W tym kraju zasięg gatunku ograniczony jest do dwóch połączonych, rozległych populacji zamieszkujących brzegi jezior w południowej Nowej Szkocji. Na podstawie badań przeprowadzonych w 2009 roku Komitet uznał jednak, że ryzyko wyginięcia tego gatunku, mimo powolnej utraty siedlisk w wyniku rozwoju zabudowań letniskowych i budynków mieszkalnych, jest mniejsze, niż wcześniej sądzono. Z uwagi na lokalnie powszechne występowanie rośliny i zdolność rozmnażania wegetatywnego zmieniono jej status na wymagający szczególnej troski (special concern).
W Stanach Zjednoczonych gatunek uznany został za niezwykle rzadki i zagrożony (E) w Connecticut i Rhode Island oraz za niezbyt częsty i wymagający specjalnej troski w Massachusetts.

## Zastosowanie użytkowe
Rośliny leczniczeIndianie Ameryki Północnej stosowali nalewkę z kłączy Lachnanthes caroliniana przy durze brzusznym, zapaleniu płuc, ciężkich postaciach chorób mózgu, kręczu szyi i kaszlu krtaniowym. Czirokezi stosowali tę roślinę jako środek przeciwkrwotoczny, ściągający, na choroby przenoszone drogą płciową, choroby kobiece oraz bóle jamy ustnej i gardła, a także zewnętrznie na choroby nowotworowe.
Wodny ekstrakt z tej rośliny jest silnie toksyczny. Efekty przedawkowania rośliny przypominają zatrucie pokrzykiem wilczą jagodą. Zażycie rośliny powoduje pobudzenie psychiczne, po którym następuje obniżenie nastroju, zawroty i ból głowy, rozszerzenie źrenic, bóle uciskowe i zaburzenia widzenia, zaczerwienienie policzków, suchość w gardle, uczucie pełności i gorąca w klatce piersiowej, przyspieszenie pracy serca, niepokój i bezsenność.
Na początku XX wieku roślina badana była pod kątem bakteriostatyczności wobec prątka gruźlicy. Badania wykazały, że ekstrakt wodny z rośliny nie tylko nie wywiera żadnego działania hamującego na postęp gruźlicy, ale wręcz przyspiesza rozwój choroby.
Współcześnie L. caroliniana (pod wcześniejszą nazwą L. tinctoria) stosowany jest w formie leku homeopatycznego w sztywności karku. Znajduje się w wykazie substancji czynnych wchodzących w skład produktów leczniczych homeopatycznych dopuszczonych do obrotu w punktach aptecznych w Polsce.
Rośliny barwierskieW Stanach Zjednoczonych z roślin tego gatunku pozyskiwano substancje barwiące.
Rośliny psychoaktywneIndianie Ameryki Północnej stosowali L. caroliniana do poprawy zdolności retorycznych (nadania wyrazistości i pełni mowy). Seminole używali tej rośliny jako środka orzeźwiającego, wpływającego na błyskotliwość, śmiałość i płynność mowy oraz zmieniającego rysy twarzy i wyraz oczu, zapewniając wrażenie człowieka nieustraszonego.
Rośliny ozdobneBywa uprawiana w Ameryce w przybrzeżnych ogrodach preriowych.